# شهرستان چیخانوف
شهرستان چیخانوف (به لهستانی: Powiat Ciechanów) یک شهرستان در لهستان است که در استان ماسوویان واقع شده‌است. شهرستان چیخانوف ۱٬۰۶۲٫۶۲ کیلومتر مربع مساحت و ۹۱٬۰۵۰ نفر جمعیت دارد.